# Frumencjusz z Aksum
Frumencjusz z Aksum, także Frumencjusz z Tyru lub Frumencjusz z Etiopii (gr. Φρουμέντιος; ur. w Tyrze, zm. 26 lipca 380) – duchowny chrześcijański, arcybiskup etiopski i pierwszy biskup w królestwie Aksum, uznawany za apostoła Etiopii (kraju będącego spadkobiercą tradycji Aksum), przez Etiopczyków nazywany Abba Selama (Ojciec Pokoju); święty etiopskiego Kościoła ortodoksyjnego, święty Kościoła katolickiego, prawosławnego i ortodoksyjnego Kościoła wschodniego oraz koptyjskiego.

## Żywot świętego
Historię jego żywota przekazał potomnym chrześcijański historyk Rufin, żyjący niemal współcześnie w stosunku do opisywanych przez siebie wydarzeń (zm. 410). 

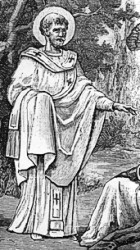
Święty Frumencjusz

Frumencjusz był Grekiem pochodzącym z Tyru i starszym bratem Edezjusza oraz uczniem i krewnym filozofa Meropiusza, który zabrał obu braci w podróż morską z zamiarem dotarcia do Indii. Jednak z powodu burzy ich okręt przybił do afrykańskiego brzegu w Etiopii. Tubylcy zabili Meropiusza i towarzyszących mu ludzi. Z rzezi ocalał jedynie Frumencjusz i Edezjusz. Zostali oni wzięci do niewoli, a następnie odesłani w darze władcy Aksum – Ylle Alada. Na dworze królewskim mieli dojść do najwyższych godności – Frumencjusz miał zostać sekretarzem królewskim. Po śmierci króla pozostał na dworze królowej. Najprawdopodobniej dzięki kontaktom z kupcami chrześcijańskimi Frumencjusz i Edezjusz mogli zapoznać się z religią chrześcijańską. Na dworze w Aksum stali się żarliwymi propagatorami wiary w Jezusa Chrystusa, nauczając dzieci i dorosłych oraz nawracając całe społeczności, przy czym wykorzystywali swoje rozległe wpływy związane z pełnionymi funkcjami. Stali się również wychowawcami następcy tronu. Syn królowej, Ezana, po objęciu władzy zezwolił Edezjuszowi na powrót do Tyru, natomiast Frumencjusz udał się do Aleksandrii, gdzie około 340 przyjął sakrę biskupią (z tytułem biskupa Aksum) z rąk patriarchy Aleksandrii i późniejszego świętego – Atanazego. Związało to nowo powstający Kościół etiopski z patriarchami Aleksandrii.
Frumencjusz był organizatorem pierwszych struktur kościelnych w Aksum oraz udzielił chrztu pierwszemu chrześcijańskiemu władcy Aksum – Ezanie (ok. 340), stając się tym samym ojcem chrześcijaństwa w Etiopii. Wraz z chrztem pierwszych królów, chrześcijaństwo zostało uznane w Etiopii za religię państwową. 
Etiopska tradycja przypisuje świętemu również dokonanie pierwszego etiopskiego przekładu Nowego Testamentu.

## Kult
Święty Frumencjusz zmarł ok. 380 roku pozostawiając po sobie niemal całkowicie schrystianizowaną Etiopię. Jego kult w tym kraju jest też największy, chociaż roztacza się również na całą północno-wschodnią Afrykę.
Został wpisany do Martyrologium rzymskiego przez kardynała Baroniusza (XVI/XVII w.). 
W ikonografii święty przedstawiany jest, jako ciemnowłosy mężczyzna o śniadej cerze, z niedługą brodą. Ma na sobie tradycyjne szaty biskupie, a w obu rękach centralnie trzyma Ewangelię.
Dni obchodów
Wspomnienie liturgiczne w Etiopskim Kościele  Ortodoksyjnym obchodzone jest 26. dnia w m-cu „hamlé” według kalendarza etiopskiego tj. 3 sierpnia według obowiązującego kalendarza gregoriańskiego.
Kościół katolicki  wspomina apostoła Etiopii 27 października, a w Kościele koptyjskim obchody mają miejsce 18 grudnia.
Cerkiew prawosławna i Kościoły wschodnie (ortodoksyjne) wspominają świętego biskupa (swiatitiela) 30 listopada/13 grudnia, tj. 13 grudnia według kalendarza gregoriańskiego.